# Badalucco
Badalucco (Baaǜcu nel ligure locale) è un comune italiano di 1 073 abitanti della provincia di Imperia in Liguria. 

## Geografia fisica

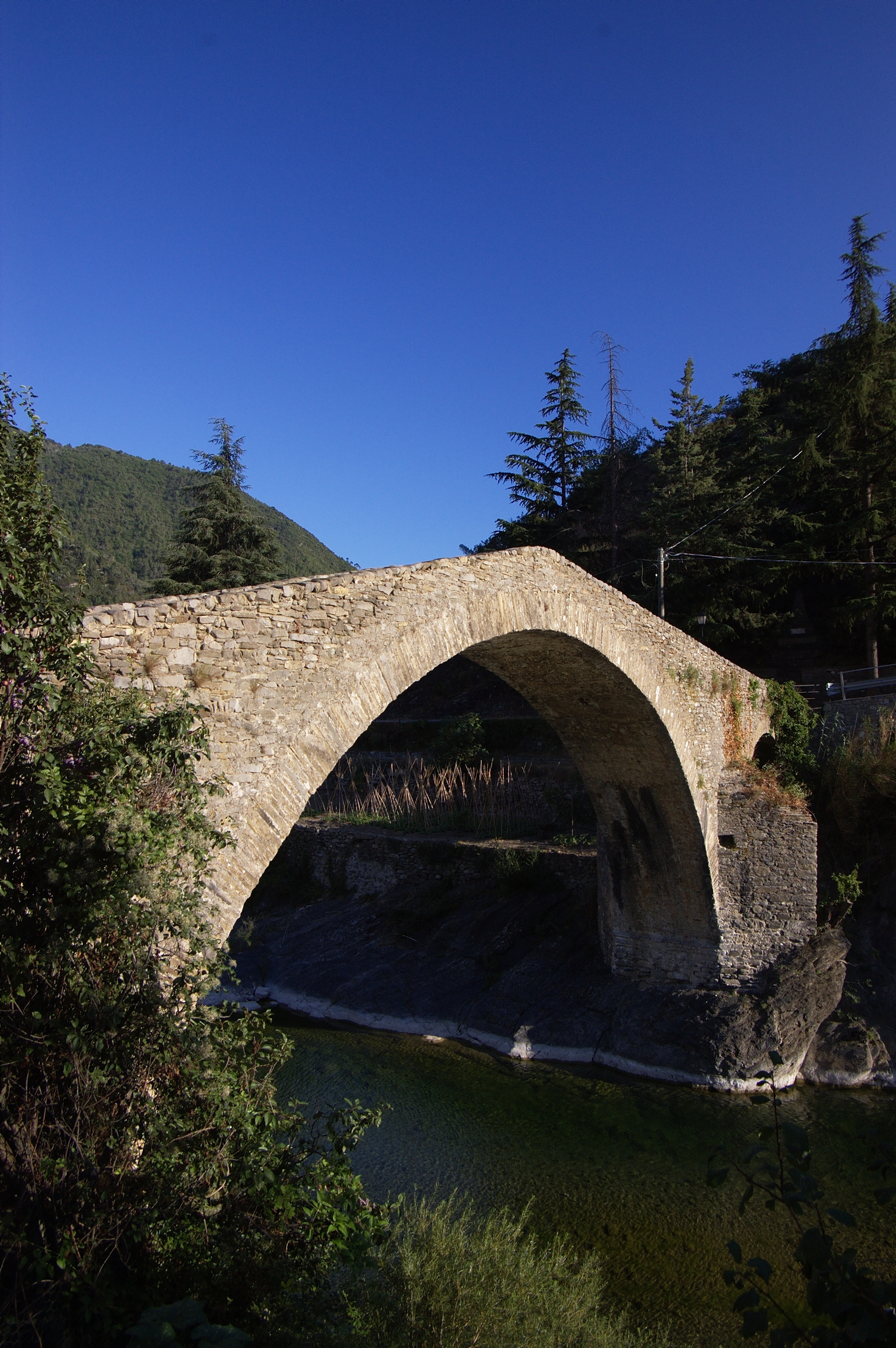
Il ponte della Madonna degli Angeli presso il torrente Argentina

### Territorio
Badalucco è situato nella media valle Argentina, adiacente alla Rocca di San Nicolò.
L'antico borgo medievale, sorto lungo il torrente omonimo, presenta tipiche case in pietra a vista site in stretti vicoli, caruggi e piazzette. Caratteristici sono i due ponti del tardo Medioevo, costruiti con forma a schiena d'asino, situati all'entrata e all'uscita del borgo.
Sul versante opposto i terrazzamenti coltivati a uliveti sono sostituiti, verso l'alto, dai boschi e dai pascoli che ricoprono il monte Faudo (1149 m), già luogo di un'importante frequentazione umana risalente al Neolitico. Altra vetta del territorio è il monte Pallarea (1076 m), al confine amministrativo con Montalto Carpasio.

### Clima
Come in tutti i paesi del medio entroterra ligure di ponente, il clima è di tipo submediterraneo, con alcune differenze in termini di temperature rispetto al clima costiero. Generalmente durante il giorno il paese viene raggiunto dalle brezze di mare, che assicurano temperature diurne miti anche durante l'inverno; durante la notte invece le brezze di terra portano aria fredda dal profondo entroterra tanto che le gelate notturne invernali sono frequenti ma solitamente deboli.
L'estate è invece caratterizzata da giornate calde e nottate fresche: grazie alle brezze montane a Badalucco non si verificano mai condizioni di afa notturna. Tuttavia, quando un anticiclone si pone a nord delle Alpi inibendo le brezze marine, a Badalucco possono registrarsi temperature massime estive particolarmente elevate.

## Storia

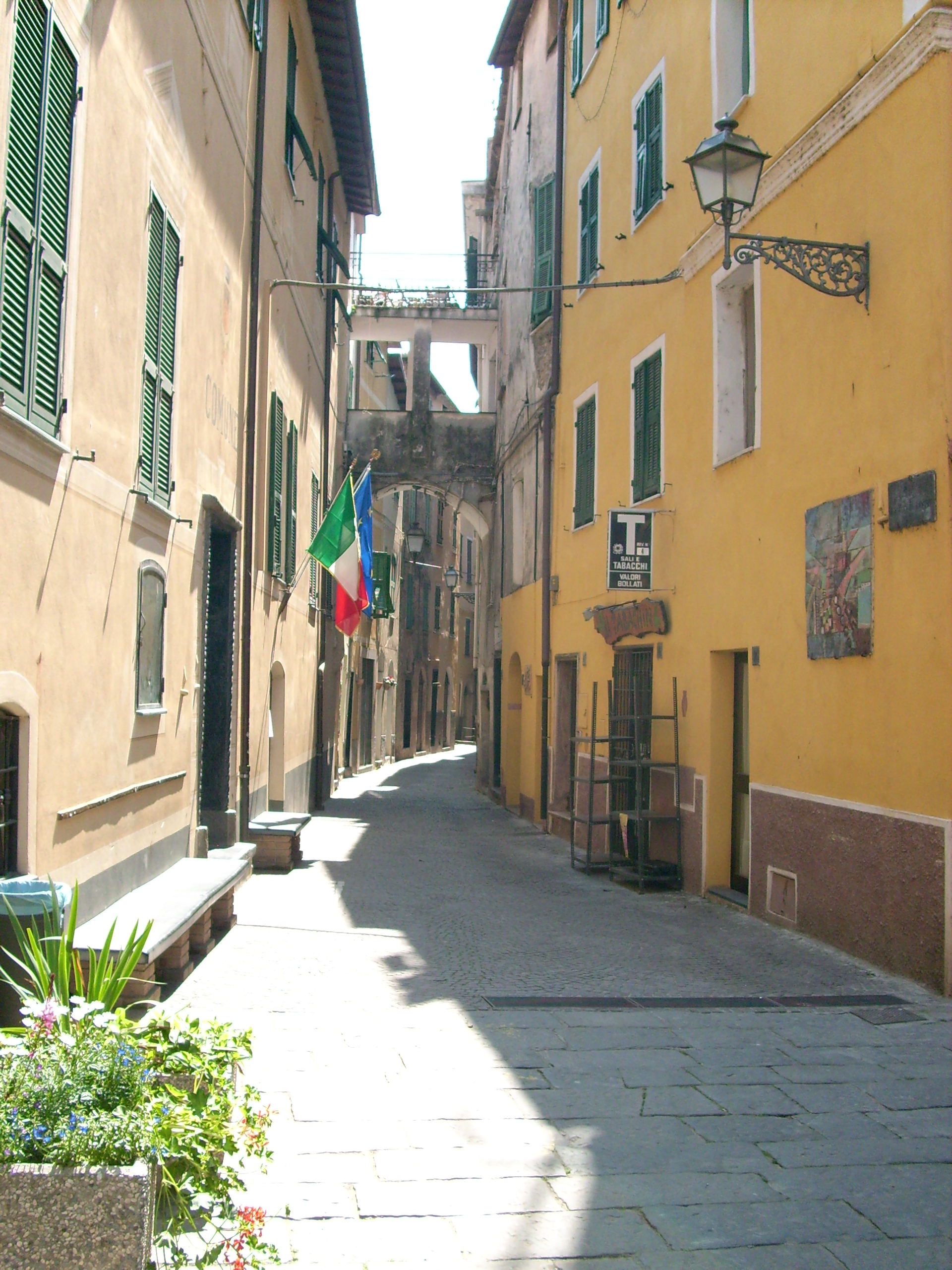
Scorcio del centro storico badalucchese

Secondo fonti storiche locali, nei pressi di Campo Marzio, posto all'inizio dell'abitato, si combatté la battaglia fra la popolazione dei Liguri contro l'esercito dell'Impero romano nel 181 a.C. La vittoria di questi ultimi sulla popolazione locale segnò la sottomissione romana della Riviera di Ponente e delle valli circostanti.
Tutta la zona fu oggetto di scorrerie saracene tra i secoli IX e X che spopolarono le coste e le valli; esse colpirono anche la valle Argentina e l'abbazia di Taggia. Quest'ultima fu nuovamente ricostruita, sempre dai monaci benedettini dell'abbazia di Santo Stefano di Genova, di proprietà bobbiese, sul finire del X secolo che si insediarono nell'imperiese in valle Argentina, a Taggia e Villaregia (l'odierna Santo Stefano al Mare). Nel documento firmato il 20 ottobre del 1173 tra Porto Maurizio e gli uomini di Baalucho questi permettono ai primi di pascolare e far legna nei loro boschi di cui si ricordano i confini
Dal XII secolo fu signoria dei conti di Ventimiglia (del ramo dell'Alta valle Argentina) e proprio il conte Oberto scelse Badalucco quale luogo di residenza. Lo stesso conte ventimigliese si vide quasi costretto, a partire dal 1231, a stringere i primi patti di sudditanza verso il Comune di Genova o ancora, in anni successivi e per motivi economici personali, a cedere quote di giurisdizione; tra i creditori anche i marchesi di Ceva Pagano e Michele. Saranno i figli di Oberto, Bonifacio e Veirana, alla morte del padre, tra il 1259 e il 1260 a cedere definitivamente i diritti feudali sul territorio di Badalucco ai nobili genovesi Ianella e Giacomo Avvocato che, nel 1261, a loro volta li vendettero alla Repubblica di Genova.

Il Dipartimento delle Alpi Marittime nel 1805, con Badalucco nel cantone di Taggia

Prima della cessione genovese così era ripartito il territorio della cosiddetta contea badalucchese dopo il decesso del conte Oberto di Ventimiglia: Montalto, Badalucco, Carpasio, Rezzo, Baiardo e metà di Arma e Bussana toccò a Veirana, mentre al fratello Bonifacio spettò Triora, Castelfranco/Dho e metà di Arma e Bussana. Oramai facente parte del dominio repubblicano genovese Badalucco fu inserita nella podesteria di Triora. Nel 1525 fu interessato da un'epidemia di peste.
Caduta la Repubblica di Genova nel 1797, e annessa alla Repubblica Ligure, la costituita municipalità di Badalucco fu assoggettata alla giurisdizione delle Palme in un proprio cantone; nel 1803 andò a costituire il cantone di Taggia nella Giurisdizione degli Ulivi. Annesso al Primo Impero francese, dal 13 giugno 1805 al 1814 il territorio venne inserito nel Dipartimento delle Alpi Marittime sotto il cantone di Taggia. Caduto Napoleone Bonaparte, e dopo il Congresso di Vienna del 1814, dal 1815 fu parte integrante del Regno di Sardegna e in seguito del Regno d'Italia dal 1861. Dal 1859 al 1927 il territorio fu compreso nel VI mandamento di Taggia del circondario di Sanremo facente parte della provincia di Porto Maurizio e, con la sua costituzione, della successiva provincia di Imperia. Nel secondo conflitto bellico il paese partecipa attivamente alla lotta di liberazione, con diversi conflitti tra i nazifascisti e i partigiani, come la battaglia di Badalucco.
Dal 1973 al 30 aprile 2011 ha fatto parte della Comunità montana Argentina Armea. Dal 2015 al 2016 ha fatto parte dell'Unione dei comuni delle Valli Argentina e Armea.

### Simboli
Stemma
Gonfalone
Lo stemma è stato concesso con regio decreto del 2 marzo 1931.
Lo stemma comunale riprende l'antico blasone dei conti di Ventimiglia (di rosso; al capo d’oro), che furono signori del luogo, caricato sul rosso delle lettere "C B" ("Communitas Badalucis"). Il gonfalone è stato concesso con decreto del presidente della Repubblica del 1º dicembre 1952. con lettere d'oro all'interno dello scudo.
Curiosamente il comune di Badalucco utilizza nelle comunicazioni e nei documenti ufficiali uno stemma differente rispetto a quello concesso nel 1931 con un albero, l'emblema della città di Ventimiglia (con il leone coronato d'oro nel campo rosso) e una campagna con la croce di Genova.

## Monumenti e luoghi d'interesse

La chiesa di Santa Maria Assunta e San Giorgio nel centro storico badalucchese

### Architetture religiose
- Chiesa parrocchiale di Santa Maria Assunta e San Giorgio nel capoluogo. Costruita in stile barocco dal 1683 al 1691; l'edificio fu ulteriormente modificato nel 1834. La facciata è a due ordini di colonne sovrapposte su alto plinto ed erme. Recentemente ha avuto un'importante ristrutturazione conclusa nel 2024[15].
- Oratorio di San Francesco, attiguo alla parrocchiale, ricostruito nel 1645 con facciata in stile neoclassico.
- Chiesa di Nostra Signora della Misericordia nel capoluogo, del 1701 in stile barocco.
- Chiesa di San Nicolò. L'edificio fu eretto nel XVII secolo, anche se citato già nel 1434, in posizione sovrastante sul paese sulle precedenti rovine del castello dei conti di Ventimiglia, signori di Badalucco.
- Cappella di Santa Lucia, costruita su uno dei piloni dell'omonimo ponte sul torrente Argentina.
- Cappella della Madonna degli Angeli presso l'omonimo ponte sul torrente Argentina, edificata nel corso del Seicento (ma completamente rifatta nel secondo dopoguerra) lungo l'antica mulattiera per la frazione di Montalto Ligure (Montalto Carpasio)
- Santuario della Madonna della Neve, situato sulla cima del monte Carmo.
- Chiesa della Regina di tutti i Santi. Costruita nel 1721 sul poggio della Pallara, nei pressi della frazione di Argallo.
- Chiesa parrocchiale della Madonna del Rosario nella frazione di Ciabaudo.

### Architetture civili
- Palazzo Boeri. Posto di fronte alla chiesa parrocchiale badalucchese, venne eretto intorno al XVI secolo.
- Ponte di Santa Lucia sul torrente Argentina, costruito nel 1551 e completato nel 1606 ad archi diseguali.
- Ponte della Madonna degli Angeli sul torrente Argentina, del 1614 a tre arcate in pietra.

### Centro storico
Il borgo medievale conserva ancora oggi cinque passaggi: la porta di San Rocco con piccolo corpo di guardia, la porta del Poggetto, la porta di Santa Lucia sul ponte omonimo, la porta del Beo e della Castella.

## Società

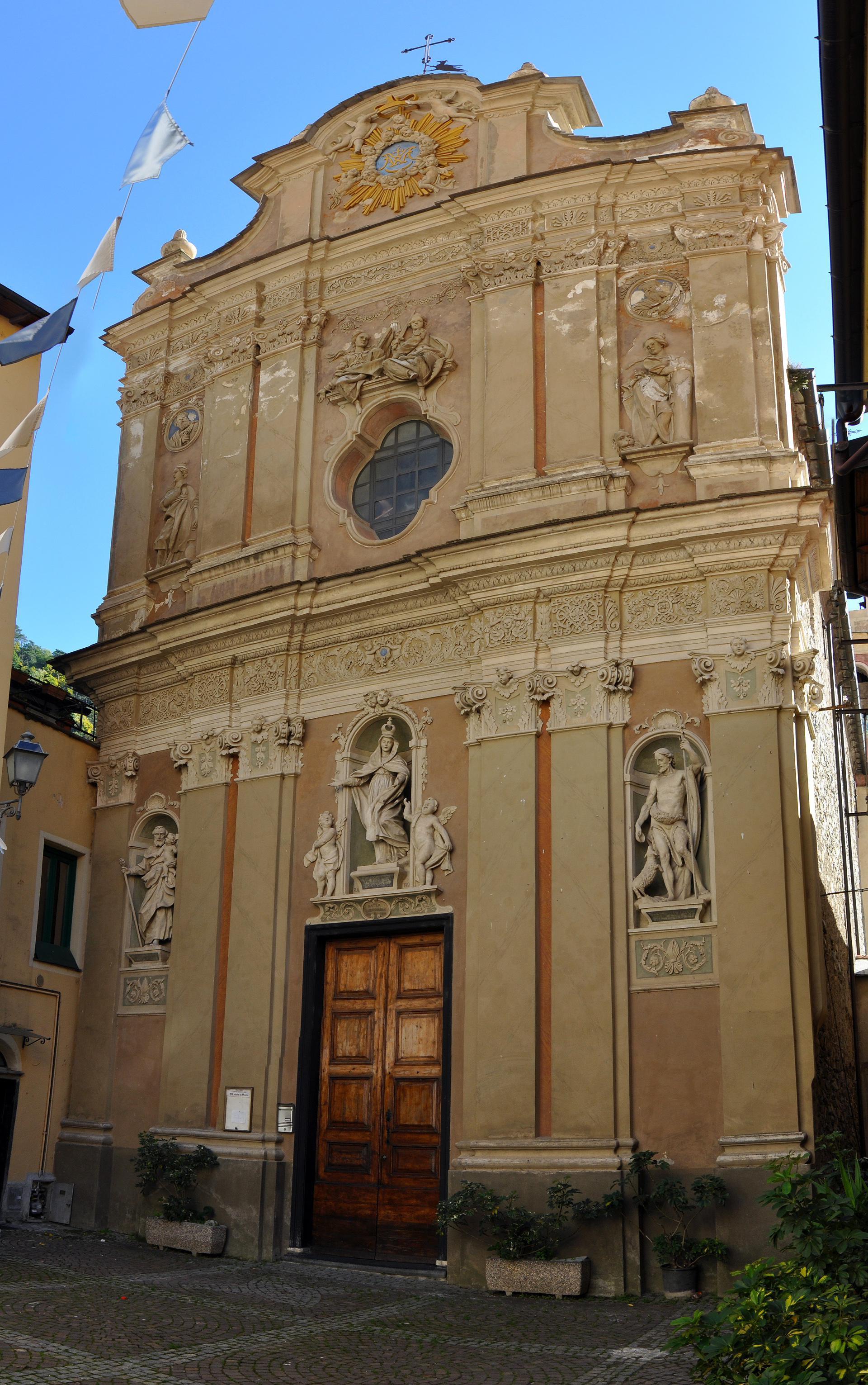
La chiesa di Nostra Signora della Misericordia nel centro storico di Badalucco

### Evoluzione demografica
Abitanti censiti

### Etnie e minoranze straniere

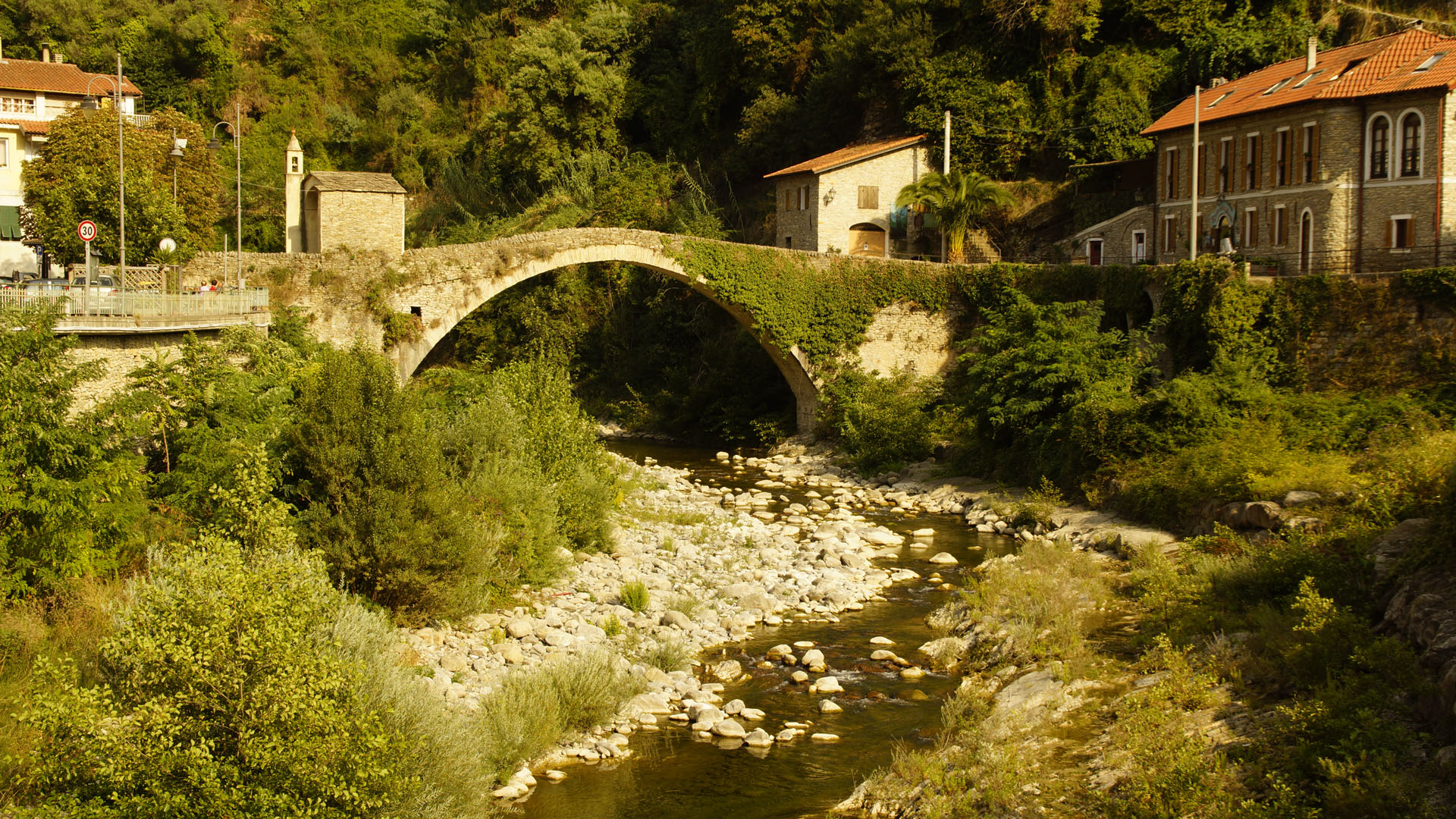
Il ponte di Santa Lucia sul torrente Argentina

Secondo i dati Istat al 31 dicembre 2019, i cittadini stranieri residenti a Badalucco sono 115, così suddivisi per nazionalità, elencando per le presenze più significative:
1. Marocco, 22

## Cultura

### Eventi
Di particolare rilevanza per il paese è la sagra dello stoccafisso, evento organizzato annualmente alla terza domenica di settembre. Il legame tra lo stoccafisso e Badalucco sarebbe da ricercare, secondo una leggenda locale, a un tentato assalto dei pirati saraceni al borgo nel corso della metà del XVI secolo. La popolazione riuscì infatti a resistere all'assedio attingendo alle abbondanti scorte del merluzzo (proprio a Badalucco vi era lo smistamento e centro commerciale del pesce per tutta la media valle dell'Argentina, in arrivo via mare a Porto Maurizio e poi qui trasportato lungo le mulattiere), oltreché a un'adeguata difesa e contrattacco. La manifestazione - denominata localmente Stucafì' àa Baücȍgna - si svolge usualmente il terzo fine settimana settembrino lungo il centro storico.
Altro evento di richiamo era l' "Invito al Vino" festa enogastronomica che propone ben oltre 300 etichette di vini (a cura della Banca del Vino) che si svolgeva il 14 e 15 agosto, oggi non più proposta.

## Geografia antropica

L'oratorio di San Francesco nella piazza della parrocchiale

Il territorio comunale è costituito, oltre al capoluogo comunale di Badalucco, dalle frazioni di Argallo, Ciabaudo e Zerni; fanno altresì parte del territorio le regioni di Caselle, Carcagnolo, Cegno, Fraitusa, Goretta, Ortai, Oxentina, Panarda, Poggio e Premartin per una superficie territoriale di 16,1 km2.
Confina a nord con il comune di Molini di Triora e Montalto Carpasio, a sud con Bajardo, Ceriana e Taggia, a ovest con Bajardo, e a est con Dolcedo.

## Economia
Le prevalenti colture agricole sono l'olivo monocultivar taggiasca, con presenza di diversi frantoi per la produzione di olio d'oliva e gli ortaggi, con produzione dei fagioli bianchi detti rundin. L'artigianato locale comprende la lavorazione di oggetti ricavati da ciocchi di olivo e d'erica, cestini in castagno e la creazione di monili in oro, argento e pietre preziose.

### Turismo
Badalucco è un comune Bandiera Arancione, certificazione di qualità turistico-ambientale del Touring Club Italiano.
Badalucco è uno dei borghi più belli d'italia

## Infrastrutture e trasporti

### Strade
Il territorio di Badalucco è attraversato principalmente dalla strada provinciale 548 la quale collega il centro con Taggia, a sud, e Montalto Carpasio verso nord. Altra arteria è la provinciale 54 per Baiardo e Ceriana.

## Amministrazione

Il municipio

| Periodo        | Periodo        | Primo cittadino        | Partito                                                | Carica  | Note |
| -------------- | -------------- | ---------------------- | ------------------------------------------------------ | ------- | ---- |
| 14 giugno 1985 | 28 maggio 1990 | Gianfranco Moro        | Democrazia Cristiana                                   | Sindaco |      |
| 28 maggio 1990 | 24 aprile 1995 | Romano Bianchi         | Indipendente                                           | Sindaco |      |
| 24 aprile 1995 | 14 giugno 1999 | Romano Bianchi         | lista civica di centro-sinistra                        | Sindaco |      |
| 14 giugno 1999 | 14 giugno 2004 | Romano Bianchi         | lista civica di centro-sinistra                        | Sindaco |      |
| 14 giugno 2004 | 8 giugno 2009  | Giovanni Augusto Boeri | lista civica                                           | Sindaco |      |
| 8 giugno 2009  | 26 maggio 2014 | Walter Bestagno        | Soprattutto Badalucco (lista civica)                   | Sindaco |      |
| 26 maggio 2014 | 26 maggio 2019 | Walter Bestagno        | Soprattutto Badalucco (lista civica)                   | Sindaco |      |
| 27 maggio 2019 | 10 giugno 2024 | Matteo Orengo          | ValorizziAmo Badalucco (lista civica di centro-destra) | Sindaco |      |
| 10 giugno 2024 | in carica      | Matteo Orengo          | ValorizziAmo Badalucco (lista civica di centro-destra) | Sindaco |      |

Il 30 ottobre 2024 il Consiglio Comunale di Badalucco ha eletto Enrico Carassale come Presidente del Consiglio Comunale. Per il Comune di Badalucco questo è un momento storico, in quanto nessuno aveva mai avuto l'onore di diventare il Presidente del Consiglio comunale.